# Burgstall Ringburg
Der Burgstall Ringburg ist eine abgegangene hochmittelalterliche Höhenburg auf 552 m ü. NHN etwa 470 m nördlich von Siegharting, einem Gemeindeteil des Marktes Prien am Chiemsee im Landkreis Rosenheim von Bayern. Er wird als Bodendenkmal unter der Aktennummer D-1-8139-0005 als „Burgstall des hohen oder späten Mittelalters (‚Ringburg‘)“ geführt.

## Beschreibung
Der in etwa kreisförmige Burgstall liegt auf dem Bergrücken der Sieghartinger Leite und oberhalb der im Westen vorbeifließenden Thalkirchner Achen. Er hat die Ausmaße von 190 m in Südwest-Nordost-Richtung und 170 m in Nordwest-Südost-Richtung. Der Burgplatz ist bewaldet.